# 다훙먼 남역
다훙먼 남역(중국어: 大红门南站)은 중국 베이징시 펑타이구 다훙먼 가도 난위안로·다훙먼로·다훙먼서로 교차로에 위치한 베이징 지하철 8호선의 지하철역으로, 2018년 말 8호선 3단계 남부구간 개통과 함께 개장했다.

## 위치
다훙먼 남역은 남4환내에, 다훙먼교 북쪽에 위치하고 있다. 난위안로(난중저우로, 남북방향)와 다훙먼 서로-다훙먼로(대략 동서방향)의 교차로에서 남북방향으로 배치되어 있다.

## 역 구조
다훙먼 남역은 지하 2층3경간역으로 난위안로 중앙에 배치되어 있으며, 북쪽과 남쪽 끝을 개착식으로, 가운데는 굴착식으로 설치하였다. 지하 1층은 대합실, 지하 2층은 섬식 승강장이다.
역에는 세 개의 출구가 설치되어 있다.
| 지면층          | 가도                            | A-D출구                          |
| 지하 1층        | 대합실                          | 고객 센터, 자동매표기, 개집표기  |
| 지하 2층 승강장 | ←                               | ■ 8호선 주스커우 방면 (하이후툰) |
| 지하 2층 승강장 | 섬식 승강장, 왼쪽 출입문이 열림 |                                  |
| 지하 2층 승강장 | →                               | ■ 8호선 잉하이 방면 (허이)       |

## 출구
|                         |                  |  |  |
| 출구                    | 출구 인근        |  |  |
| 出口 · A                | 난위안로(南苑路) |  |  |
| 出口 · B                | 난위안로(南苑路) |  |  |
| 出口 · C                | 난위안로(南苑路) |  |  |
| 아이콘 설명: 엘리베이터 |                  |  |  |

## 주해
1. ↑  계획 건설 단계에서는 다훙먼차오역(大红门桥站)으로 불리었다.